# Brussels Outdoor 1972
Il Brussels Outdoor 1972 è stato un torneo di tennis giocato sulla terra rossa. È stata la 2ª edizione del Brussels Outdoor che fa parte del Commercial Union Assurance Grand Prix 1972. Si è giocato a Bruxelles in Belgio dall'8 al 14 maggio 1972.

## Campioni

### Singolare
Manuel Orantes ha battuto in finale  Andrés Gimeno con il punteggio di 6–4, 6–1, 2–6, 7–5

### Doppio
Juan Gisbert /  Manuel Orantes hanno battuto in finale  Patricio Cornejo /  Jaime Fillol con il punteggio di 9–7, 6–3